# Sementina
Sementina è un quartiere di 3 481 abitanti della città svizzera di Bellinzona, sito nel Canton Ticino.

## Storia
Nel 1941, durante la bonifica del piano di Magadino, venne alla luce una necropoli dell'età del ferro. Nel sito furono trovati una ventina di tombe e oggetti vari sotto uno strato di detriti alluvionali spesso cinque metri; gli oggetti ritrovati furono esposti presso il Museo Civico Villa dei Cedri di Bellinzona da Aldo Crivelli.
L'occupazione prevalente della popolazione della località, attestata nella forma Somentina nel 1230, fu per molto tempo l'agricoltura. {Nel territorio di Sementina nel 1911 furono scoperti argini del fiume e l'antica abside di una chiesa in località Moiro.
Il progetto di correzione delle acque del Ticino, con la bonifica dei terreni del piano di Magadino, fu approvato nel 1885 con l'intenzione di promuovere un moderno sfruttamento agricolo del territorio ed eliminare le condizioni ambientali che causavano la diffusione della malaria. Quest'opera civile contribuì a trasformare lentamente una ragione povera ed emarginata verso l'era industriale; i lavori di bonifica durarono circa novant'anni e resero più sicuri gli argini laterali, fra i quali anche quelli della Sementina. Nell'ultimo decennio del XIX secolo vi fu una notevole emigrazione di abitanti, prevalentemente uomini, di Sementina verso la California, alla ricerca di fortuna.
Nel 1903 nel territorio di Sementina furono scoperte delle miniere di feldspato e una di caolino. Guglielmo Mattuci fu l'artefice dello sfruttamento di queste risorse. Per il comune si trattò di un evento importante perché, promossa da una società di azionisti, tra il 1904 e il 1905 fu creata una piccola fabbrica di ceramiche, costruita a lato dei margini della valle, sfruttando l'acqua che veniva usata per la produzione di energia. L'insediamento della ceramica funse da catalizzatore per una serie d'iniziative rilevanti per lo sviluppo del comune. Nel 1905 lo Stato liberò i crediti per la costruzione di un ponte di ferro, edificato un anno dopo tra Sementina e Monte Carasso. Il ponte in ferro fu distrutto nel 1970 quando le nuove esigenze stradali imposero anche la scomparsa della porta d'arco dei fortini della fame.
Grazie alla produzione di ceramica, nel 1907 gli abitanti di Sementina e Monte Carasso ebbero per la prima volta un forno per la produzione del pane; nel 1910 arrivò il telefono che affiancò il telegrafo per le comunicazioni a distanza. L'attività della ceramica cessò a causa di problemi legati alla materia prima (il caolino): le cave non garantivano più la qualità necessaria alla produzione. Altre voci, riportate dalla memoria degli anziani, sostengono invece che il fallimento fu attribuito alla concorrenza, che modificando in modo irrimediabile la consistenza del materiale, rese impossibile la fabbricazione di oggetti: questa resta un'ipotesi difficile da verificare. È comunque certo che le fabbriche di ceramica di Langenthal, durante la seconda guerra mondiale, sfruttavano le cave sementinesi, dimostrando la bontà del materiale.
Negli edifici di ceramica abbandonati, a partire dal 1928, s'insediò l'industria dei cartonaggi SAICA (società anonima industria cartonaggi). Questa iniziativa sorse riutilizzando in parte un macchinario di una fabbrica di cartone in liquidazione a Milano, di proprietà della famiglia Buzzi, emigrata nel capoluogo lombardo, che volle trasferire in patria il commercio. Negli edifici venivano prodotti diversi imballaggi per la pasticceria e per il settore alberghiero, in seguito esportati nel resto della Svizzera e all'estero. Diversi sementinesi lavoravano nella fabbrica, soprattutto durante la depressione economica del 1930 e nel periodo della seconda guerra mondiale. La società si espanse progressivamente malgrado le tensioni con una ditta concorrente ubicata nello stesso stabile a partire dal 1931. Nel 1945 la produzione fu trasferita a Bellinzona; nel comune restarono solo dei magazzini e la ditta concorrente continuò l'attività fino al 1970. In seguito la struttura industriale fu occupata da alcuni artigiani.
Un cambiamento decisivo per Sementina è avvenuto dopo gli anni 1950, quando i flussi migratori hanno favorito un incremento della popolazione: da allora la popolazione è quintuplicata, facendo registrare uno dei tassi di crescita più alti del cantone, e Sementina si è trasformato in una località residenziale.
Fino al 1º aprile 2017 è stato un comune autonomo che si estendeva per 8,4 km²; il 2 aprile 2017 è stato accorpato al comune di Bellinzona assieme agli altri comuni soppressi di Camorino, Claro, Giubiasco, Gnosca, Gorduno, Gudo, Moleno, Monte Carasso, Pianezzo, Preonzo e Sant'Antonio.

## Monumenti e luoghi d'interesse

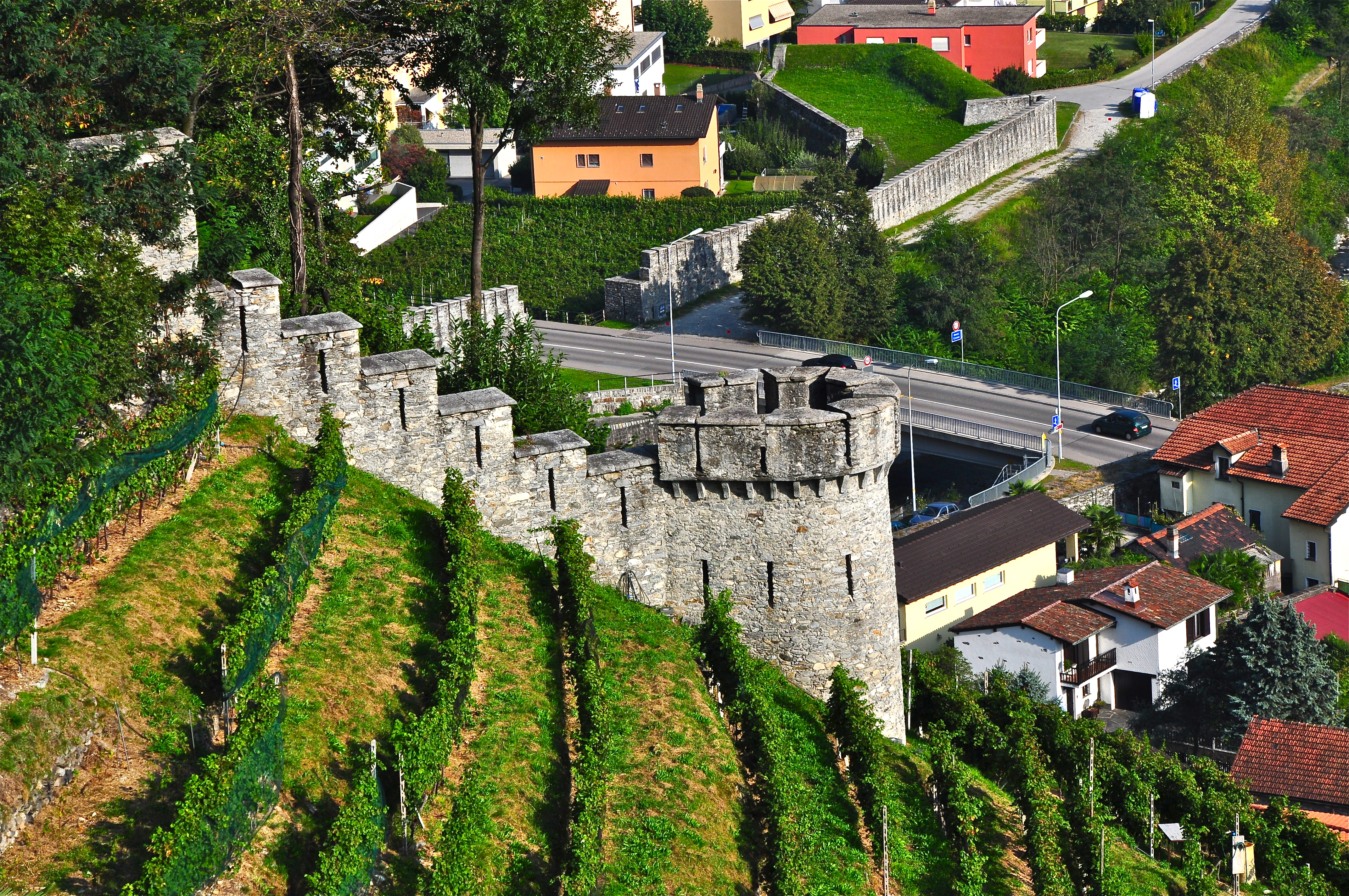
I fortini della fame a Sementina

- Chiesa parrocchiale di San Michele
- Fortini della fame
- Chiesa di S. Defendente
- Chiesa di S. Antonio

## Società

### Evoluzione demografica
L'evoluzione demografica è riportata nella seguente tabella:
Abitanti censiti

## Amministrazione
Ogni famiglia originaria del luogo fa parte del cosiddetto comune patriziale e ha la responsabilità della manutenzione di ogni bene ricadente all'interno dei confini del quartiere.

## Sport
Le diverse società sportive con sede a Sementina sono un riferimento importante per l'animazione e l'occupazione del tempo libero dei suoi abitanti; tra queste, la società tiratori è stata la prima (1924), seguita dalla squadra di calcio (1934) e dalla squadra di hockey (attiva dal 1940 al 1950). Oggi a Sementina sono presenti una società federale di ginnastica, uno sci club e una società di unihockey.